# Instituto Tecnológico de Durango
El Instituto Tecnológico de Durango (ITD) es una universidad pública ubicada en la ciudad de Victoria de Durango. Fue fundado el 2 de agosto de 1948.
El ITD es el primer instituto tecnológico público en la provincia mexicana y es miembro del sistema del Tecnológico Nacional de México. 

## Oferta educativa

### Licenciatura
Las licenciaturas ofrecidas en el instituto son:
- Arquitectura
- Licenciatura en Administración
- Ingeniería Bioquímica
- Ingeniería Civil
- Ingeniería Eléctrica
- Ingeniería Electrónica
- Ingeniería Industrial
- Ingeniería Mecánica
- Ingeniería Mecatrónica
- Ingeniería Química
- Ingeniería en Gestión Empresarial
- Ingenieria Informatica
- Ingeniería en Sistemas Computacionales
- Ingeniería en Tecnologías de Información y Comunicación

### Posgrado
Los programas de posgrado que ofrece son:
- Maestría en Ciencias en Ingeniería Bioquímica
- Maestría en Ciencias en Ingeniería Electrónica
- Maestría en Planificación y Desarrollo Empresarial
- Maestría en Sistemas Ambientales
- Doctorado en Ingeniería Bioquímica

El ITD cuenta además con una unidad de Educación a distancia.

## Programas deportivos
El ITD tiene programas deportivos en las disciplinas de fútbol americano, voleibol, básquetbol, atletismo, natación, béisbol, fútbol soccer, karate do, Tae Kwon Do, voleibol de playa, frontenis, tenis y ajedrez.

### Programa de Fútbol Americano
El programa de Fútbol americano del ITD se fundó en 1973, tiene categorías infantiles, juveniles y ocasionalmente de intermedia. En esta última categoría, en 2008 y 2009 participaron en la Conferencia Guillermo "Chucus" Olascoaga de la CONOFAI. 
Burros Blancos ITD (también conocidos como Burros del Tecno), es el nombre genérico de los equipos deportivos representativos del instituto, y en especial del equipo de fútbol americano.